# Arabella geniculata
Arabella geniculata är en ringmaskart som först beskrevs av Jean Louis René Antoine Édouard Claparède 1868.  Arabella geniculata ingår i släktet Arabella och familjen Oenonidae. Inga underarter finns listade i Catalogue of Life.